# Жанакорганський сільський округ
Жанакорга́нський сільський округ (каз. Жаңақорған ауылдық округі, рос. Жанакорганский сельский округ) — адміністративна одиниця у складі Жанакорганського району Кизилординської області Казахстану. Адміністративний центр та єдиний населений пункт — селище Жанакорган.
Населення — 31910 осіб (2021; 22716 у 2009, 20708 у 1999, 18939 у 1989).
Станом на 1989 рік існувала Яникурганська селищна рада (смт Яникурган).